# Сарома (озеро)
Саро́ма (Сарома-Ко; яп. サロマ湖) — солоноватое лагунное озеро на северо-восточном берегу японского острова Хоккайдо. Располагается на территории округа Охотск в префектуре Хоккайдо. Относится к бассейну Охотского моря, сообщаясь с ним через пролив на северо-западе. Вместе с озёрами Ноторо, Тофуцу и Абасири входит в состав квазинационального парка Абасири.
Площадь озера составляет 151,9 км², глубина достигает 19,6 м. Наибольшие глубины приходятся на центральную и юго-восточную часть акватории. Протяжённость береговой линии — 87 км.